# Adam Kay
Adam Bernard Kay (Burnley, 1990. március 5. –) angol labdarúgó, aki jelenleg a Chester Cityben játszik a Burnleytől kölcsönben.

## Pályafutása

### Burnley
Kay a Burnley ifiakadémiáján kezdett futballozni, 2007-ben került fel az első csapathoz és megkapta a 25-ös számú mezt. 2007. december 29-én, egy Bristol City elleni bajnokira a kispadra nevezték. Végül nem kapott lehetőséget. 2009. március 20-án a szezon végéig kölcsönvette a negyedosztályú Accrington Stanley.
2009. augusztus 21-én kölcsönvette a Chester City. 2010 januárjában tér majd vissza a Burnleyhez.

## Külső hivatkozások
- Adam Kay pályafutásának statisztikái a Soccerbase oldalon (angolul)

- Adam Kay adatlapja a Burnley honlapján

## Fordítás
- Ez a szócikk részben vagy egészben  az   Adam Kay című angol Wikipédia-szócikk fordításán alapul.  Az eredeti cikk szerkesztőit annak laptörténete sorolja fel. Ez a jelzés csupán a megfogalmazás eredetét és a szerzői jogokat jelzi, nem szolgál a cikkben szereplő információk forrásmegjelöléseként.